# Перелом грудины
Перело́м груди́ны возникает относительно редко, в основном, в результате прямой травмы, например, в результате дорожно-транспортного происшествия, когда грудная клетка водителя ударяется о руль или травмируется ремнём безопасности.

## Этиология
Перелом грудины возникает, в основном, при дорожно-транспортных происшествиях (в 3% случаев всех аварий). Грудная клетка водителя ударяется о руль или когда автомобильные плечевые ограничители используют без ремней безопасности.

## Клиническая картина
Больные жалуются на боль в области грудины, из-за чего затрудняется глубокое дыхание. В месте перелома можно обнаружить припухлость и деформацию в виде "ступеньки" из двух скошенных сегментов грудины. При пальпации обнаруживают болезненность, крепитацию.

## Диагностика
Выполняют рентгенографию грудной клетки в боковой проекции для подтверждения диагноза.

## Лечение
При первой медицинской помощи для обезболивания в область перелома вводят 10 мл 2% прокаина и 0,5 мл 70% спирта. Также назначают анальгетики, кислородную терапию. Больного укладывают на кровать со щитом, в межлопаточную область подкладывают валик-реклинатор на 2-3 недели, при этом туловище переразгибается и происходит репозиция отломков. При неэффективности консервативного лечения выполняют металлический остеосинтез. Полное сращение грудины наступает через 5-6 недель.